# Micro-région de Kunszentmiklós
La micro-région de Kunszentmiklós (en hongrois : kunszentmiklósi kistérség) est une micro-région statistique hongroise rassemblant plusieurs localités autour de Kunszentmiklós.